# Stenopterus mauritanicus
Stenopterus mauritanicus es una especie de escarabajo longicornio del género Stenopterus, tribu, Stenopterini, subfamilia Cerambycinae. Fue descrita por Lucas en 1847.

## Descripción
Mide 7-16 mm de longitud.

## Distribución
Se distribuye por Argelia, España, Marruecos, Portugal y Túnez.